# Kumi (モデル)
久美（クミ、4月18日生）は、日本のモデル・ファッションモデル。日本・神奈川県生まれ、CRUVA(クルヴァ)所属。身長173cm。

## 来歴
中学生の頃、原宿でスカウトされヘアサロンSHIMAの奈良裕也のモデルとしてヘアショーデビュー、後にヘアサロンACQUAの野沢道生の作品やヘアショーBEAUTRIUMの川畑タケルのショーなど当時は美容業界誌やヘアショーなどの仕事を多くしていた。
日出高等学校に入学、卒業。
仕事でも関わりのあるカメラに興味をもち日本大学藝術学部の写真学科に入学、卒業。
2015年デザイムモデルエージェンシーを退社後モデル事務所CRUVAmanagementに移籍。その際モデル名をKumiから久美に変更した。
2018年、ケイプロモデルスクールでポージングの指導を担当。

## 出演

### 雑誌
- 『In Red』宝島社
- 『GISELe(ジゼル) 』主婦の友社
- 『ar』主婦と生活社
- 『an・an』マガジンハウス
- 『VoCE』講談社
- 『MAQUIA』集英社
- 『GISELe』主婦の友社
- 『髪化粧』髪の文化舎
- 『Ocappa』髪書房
- 『ゼクシィ』リクルート
- 『Shinbiyo』新美容出版

### TVCM
- ニベア花王8×4秘書役
- アサヒスタイルフリー友人役
- 日産・エクストレイル
- UNIQLOブラトップ
- American Express
- アサヒスーパードライ

### ショー
- 表参道コレクション
- 神戸コレクション
- アジアビューティーエクスポ
- ウエラトレンドビジョン
- 東京コレクション